# گاگیک بگلاریان
گاگیک بگلاری بگلاریان (ارمنی: Գագիկ Բեգլարի Բեգլարյան؛ زادهٔ ۱ ژانویهٔ ۱۹۶۴) سیاست‌مدار، اقتصاددان اهل ارمنستان که از تاریخ ۲۰۱۲ تا تاریخ ۲۰۱۶ در دولت تیگران سارگسیان و دولت هوویک آبراهامیان سمت وزیر ترابری و ارتباطات ارمنستان را برعهده داشت. بگلاریان همچنین از ۲۰۰۹ تا اکتبر ۲۰۱۰ سمت شهرداری ایروان را برعهده داشت.

## زندگی‌نامه
در ۱ ژانویهٔ ۱۹۶۴ در ایروان به دنیا آمد . وی همچنین برنده نشان آنانیا شیراکاتسی و مدال یادبود نخست‌وزیر ارمنستان شده است